# 告訴乃論
告訴乃論（德語：Antragsdelikt），又称親告罪、告诉才处理、不告不理，是一個大陆法系国家或地区的法律術語，指的是某一些刑事案件中，必須要有被害者提出告訴，国家才會追究被告或犯罪嫌疑人的罪責；反之，非告訴乃論（或稱「非亲告罪」）则是指刑事侦查、起诉是由偵查机关主動發起，起訴與否操之於檢察官的偵查結果，而不取决于原告的意思表示。因此，告訴乃論之罪允許告訴人撤回告訴，從而發生「公訴不受理」的法律效果；亦即，倘若檢察官在欠缺告訴的情形下提起公訴，法院將會以「欠缺起訴條件」為由駁回起訴。
刑事訴訟存在「公訴」與「自訴」兩種模式，前者是由檢察官代表國家起訴被告，後者則是由被害人自行對被告提起訴訟。在中華民國法律體系，告訴乃論與非告訴乃論只是起訴條件的差異，所適用的訴訟程序並無不同；因此台灣民間慣以稱呼的「公訴罪」並非正確的法律用語，法律上並不存在此種類型的罪名，其所意指的其實是「非告訴乃論之罪」。
不論是告訴乃論或者是非告訴乃論之罪，假設雙方達成和解，如果只是私下和解，有時候被害人之後又向司法機關提告，因此如果確實有達成和解的意思，仍建議循正式方式，簽署和解協議，以避免日後爭議。

## 各地情况

### 德国
德语 Antragsdelikt 一词中，Antrag 意为申诉，Delikt 源于拉丁语 dēlictum，意为违法。
《德国刑法》规定了如下只有被申诉才会被起诉的犯罪行为：
- 非法入侵（§ 123）
- 在行为监督期违反指示（§ 145a）
- 诽谤（§ 185，与§ 194结合使用）
- 侵犯隐私和个人秘密（§ 203和204，与§ 205结合使用）
- 家庭盗窃（§ 247）
- 未经业主同意擅自征用（§ 248b）
- 偷电（§ 248c）
- 非法提供利益（§ 257）
- 妨碍强制执行（§ 288）
- 非法收回典当物品（§ 289）
- 非法捕鱼（§ 293，与§ 294结合使用）
- 醉酒导致限制刑事责任时犯下的行为（§ 323a）
- 违反财政保密协议（§ 355）

同时还规定了如下只有被害者控诉或符合“特殊公共利益”情况下才会被起诉的犯罪行为：
- 法定强奸，当受害者年龄在14至16岁之间且犯罪者年龄超过21岁（§ 182第3款）
- 猥亵（§ 183）
- 侵犯隐私和个人秘密（§§ 202a和202b，与§ 205结合使用）
- 伤害罪（§ 223，与§ 230结合使用）
- 过失伤害罪（§ 229，与§ 230结合使用）
- 拐卖儿童（§ 235）
- 跟踪骚扰（§ 238第1款）
- 盗窃和挪用低价值物品（§ 248a）
- 商业腐败和贿赂（§ 299，与§ 301结合使用）
- 损坏财物（§ 303，与§ 303c结合使用）
- 非法篡改数据（§ 303a，与§ 303c结合使用）
- 非法破坏计算机（§ 303b，与§ 303c结合使用）

### 日本
日本刑法中親告罪的例子包括：
- 事實公開後可能對受害人造成傷害的犯罪行為
  - 未成年者略取・誘拐罪（刑法229条本文、224条）
  - 名誉毀損罪・侮辱罪（同法232条、230条・231条）
  - 信書開封罪・秘密漏示罪（同法135条、133条・134条）

- 罪責較輕或者應當由當事人協商解決的犯罪
  - 過失傷害罪（刑法209条）
  - 私用文書等毀棄罪・器物損壊罪・信書隠匿罪（同法264条、259条・261条・263条）

- 因親屬關係問題應限制介入的犯罪
  - 親族間的窃盗罪（親族相盗例）・不動産侵奪罪（刑法244条2項、235条・235条之2）
  - 親族間的詐欺罪・恐喝罪等（同法251条・244条2項準用、246条、249条等）
  - 親族間的横領罪（同法255条・244条2項準用、252条等）

- 其他行政理由
  - 侵犯版權違反版權法（著作権法123条、119条1号）
  - 一定要件下的侵犯著作權等犯罪非親告罪（參照「日本の著作権法における非親告罪化（日语：日本の著作権法における非親告罪化）」）
  - 各種税法違反之罪（告発）

### 中華民國（台灣）
《中華民國刑法》
- 第230條（血親性交罪）
- 第238條（詐術結婚罪）
- 第239條（通姦罪）
- 第240條第2項（和誘有配偶之人脫離家庭罪）
- 第277條（普通傷害罪）
- 第281條（加暴行於直系血親尊親屬罪）
- 第284條（過失傷害罪）
- 第285條（傳染花柳病、麻瘋罪）
- 第298條（略誘婦女結婚罪、加重略誘罪）
- 第306條（侵入住居罪）
- 第309條（公然侮辱罪）
- 第310條（誹謗罪）
- 第312條（侮辱誹謗死者罪）
- 第313條（妨害信用罪）
- 第315條（妨害書信秘密罪）
- 第315條之1（窺視竊聽竊錄罪）
- 第316條（洩漏業務上秘密罪）
- 第317條（洩漏業務上知悉之工商秘密罪）
- 第318條（洩漏公務上知悉之工商祕密罪）
- 第318條之1（洩漏電腦或相關設備秘密罪）
- 第352條（毀損文書罪）
- 第354條（毀損器物罪）
- 第355條（詐術損害財產罪）
- 第356條（妨害債權罪）
- 第358條（入侵電腦或其相關設備罪）
- 第359條（破壞電磁紀錄罪）
- 第360條（干擾電腦或其相關設備罪）
- 特殊條件
  - 親屬間的竊盜、侵占、詐欺、背信（§324、§338、§343）
  - 對配偶犯強制性交、強制猥褻（§229-1）
  - 未滿18歲之人對未滿14歲之人或對14歲以上未滿16歲之人的性交或猥褻行為（§229-1）

附屬刑法
- 《人工生殖法》第36條
- 《性騷擾防治法》
  - 第25條之性騷擾（觸摸）罪
- 《公平交易法》第37條
- 《個人資料保護法》
  - 第41條之罪（意圖營利除外）
  - 第42條之罪（對公務機關除外）
- 《通訊保障及監察法》
  - 第24條第1項
  - 第25條第1項
  - 第28條
- 《陸海空軍刑法》
  - 第52條（侮辱長官上官罪）
  - 第60條（毀壞一般軍用設施物品罪）
- 《智慧財產案件審理法》
  - 第35條（洩密）
- 《著作權法》：除意圖銷售或出租而重製於光碟、製造或散布盜版光碟、意圖散布而公開陳列或持有之外之罪。
- 《電信法》：第56條之1 （侵犯他人通信秘密）
- 《營業秘密法》：第13條之1

### 中華人民共和國
告诉乃论在《中华人民共和国刑法》中称为告诉才处理、親告罪，共有四类五罪：

- 侮辱罪、诽谤罪（严重危害社会秩序和国家利益的除外）
- 暴力干涉婚姻自由罪（致人死亡的除外）
- 虐待家庭成员罪（致人重伤或死亡的；被害人没有能力告诉或者因受到强制、威吓无法告诉的除外）
- 侵占罪

四类五罪均为法院直接受理的自诉刑事案件，不过除侵占外的另外四种均存在除外情形。